# 基督教聯盟
基督教聯盟（荷蘭語：ChristenUnie）是荷蘭基督教民主主義政黨。該黨在社會及道德議題上保守，但在經濟、移民和環保議題上則帶有中間偏左觀點。

## 政黨歷史
基督教聯盟在2001年由兩個改革政治聯盟（GPV、RPF）合併而成，目前在荷蘭眾議院擁有5席，參議院擁有4席。
2006年荷蘭大選後，該黨加入基督教民主呼籲（基民黨）及工黨的聯合政府，成為第四屆巴爾克嫩德內閣的最小成員，直至2010年荷蘭大選。在某些選舉如歐洲議會選舉中，基督教聯盟會與更為保守的基督教聯盟改革政治黨結盟。
該黨在社會及道德問題上與基督教民主呼籲相近，但在經濟及環境議題上則與工黨、社會黨及綠色左派相近。

## 政黨思想
作為一個新教政黨，基督教聯盟的政策以聖經為基礎，根據基督教神學原則中的慈愛與受託支持公共財政與環境保護主義。該黨冀求政府能秉承基督教道德，但也支持宗教自由。該黨主張溫和歐洲懷疑主義，在歐洲議會中屬於右派的歐洲保守改革黨（疑歐派的保守黨）。目前是歐州基督教政治運動成員之一。

## 外部連結
- 英文介紹
- 歐州基督教政治運動網站 （页面存档备份，存于）
- （荷兰文）官方網站 （页面存档备份，存于）